# Pomatorhinus erythrogenys
La cimitarra carirrufa (Pomatorhinus erythrogenys') es una especie de ave paseriforme de la familia Timaliidae propia de las montañas del sur de Asia.

## Descripción
La cimitarra carirrufa tiene las partes superiores de color pardo oliváceo, y como indica su nombre tiene las mejillas de color castaño rojizo, además de sus flancos, laterales del cuello y muslos. Su garganta, y el centro del pecho y vientre son blancos. Su pico es largo y curvado hacia abajo. Ambos sexo tienen un aspecto similar.

## Distribución y hábitat
La cimitarra carirrufa se extiende por el Himalaya y las montañas de Birmania. Su hábitat natural son los bosques húmedos subtropicales de montaña, en altitudes hasta los 2600 m.

## Comportamiento
Busca alimento principalmente en el suelo del bosque y la parte baja de las copas de los árboles, desplazándose en pequeños grupos. Se alimenta de insectos, larvas y semillas. Entre sus llamadas se encuentras sonidos similares a maullidos, silvidos aflautados, notas dobles de tipo "cue..pe...cue..pe" seguidas de una nota simple que repite la pareja, llamadas de alerta guturales y sonidos de contacto líquida.